# Castell de Rosanes
El Castell de Rosanes, o del Pairet, és una obra del municipi de Martorell (Baix Llobregat) declarada bé cultural d'interès nacional. Les restes del castell de Rosanes estan situades a la serra de les Torretes o de l'Ataix, a una altitud de 272 metres. Esdevé un autèntic balcó sobre l'Alt Penedès i el Baix Llobregat amb un ple domini dels camins que transiten pels entorns de Martorell i a la seva esquena dels que s'enfilen cap al veí castell de Castellvell de Rosanes o de Sant Jaume.

## Descripció
Sobre la vila, el castell és situat al cim d'un turó, i n'ocupa tota la superfície, de forma allargassada. La muralla que envolta el cim té els angles arrodonits i l'aparell combina el carreuat de petits blocs amb llargues filades de pedres dretes, de cantell, a manera d'opus spicatum rudimentari, alternant amb filades de llosetes planes. Es conserva bé a tota la meitat N. A ponent hi ha una estança adossada a la muralla, amb un bell aparell de petits carreus romànics i volta de canó, parcialment enderrocada. Prop seu hi ha restes de la cisterna, soterrada. Hi ha vestigis d'una torre a l'extrem de migdia, que segurament devia adossar-se a la muralla, no conservada.

## Història
El castell de Rosanes era el castell de Martorell.
Segons la tradició, en el turó situat més cap a Barcelona s'edificà la torre coneguda com a Griminella i a l'altre prengué el nom
del Clos mentre que en un tercer turó hi ha les actuals restes de la fortalesa del Pairet.
La primera vegada que surt documentat el nom de Martorell és l'any 1033 lligat al castell (castrum Rodanas): aecclesia fundata subtus castrum
Rodanas, prope forum Martorellium. Dins la baronia de Castellví de Rosanes, el castell de Rodanes o Rosanes (o Pairet, com és anomenat avui), n'era feudatari.
El 1103 Guillem Ramon de Castellvell concedí en feu a Udalard Ramon el castell de Rosanes, el qual amplià i ell mateix prengué el nom de Ramon de Rodanes. Per raó del feu, els Rosanes havien de servir els senyors de Castellvell amb tres cavalls armats.
Vers l'any 1209, el castlà era Ramon de Recasens que tenia disputes relacionades amb els delmes de Martorell, i que fou substituït
per Guillem de Rosanes (1217). Aleshores tenia algunes jurisdiccions a Abrera, Castellbisbal i Sant Esteve de Sesrovires.
Aquest castell va estar lligat a la història i vicissituds del proper Castellvell, si bé també tingué forts lligams amb la vila de Martorell.
El llinatge dels Rosanes sempre fou feudatari dels Castellvell i, per tant, passà també a mans de la casa de Foix del 1309 al 1396.
Galceran de Rosanes es distingí pel seu ajut i fidelitat a Jaume d'Urgell (1411) amb motiu de la mort de Martí l'Humà sense descendència i la posterior elecció de Ferran d'Antequera en el Compromís de Casp (1412).
A primers del segle xvi, el castell passà a mans del llinatge Torrelles, si bé l'any 1538 Hipòlita de Lihori, com a procuradora de la seva filla Estefania de Requesens i del seu gendre Joan de Zúñiga, comprà els béns que havia posseït Miquel Joan de Torrelles en el castell de Rosanes i en la vila de Martorell.

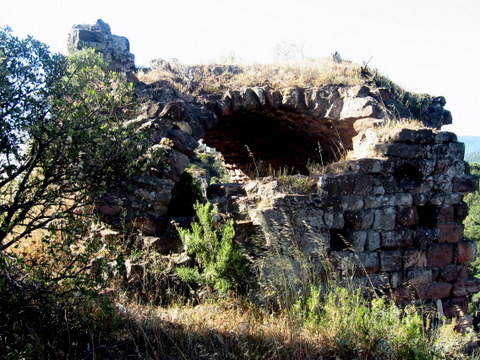
Restes del castell

1. Dels documents de compra es desprèn que ja aleshores el castell estava molt malmès, possiblement a causa de les destrosses fetes pels partidaris de Joan II. La darrera notícia del castell data del 1713 quan els filipistes inutilitzaren del tot les restes del castell. Al segle xvi el castell o casa de Rosanes era ja en ruïna.[1]

## Dos castells amb el nom de Rosanes
En un document publicat pel pare Josep M. March l'any 1400 hi ha distinció entre Castro Veteri i Castro de Rosanis amb motiu de l'obligació que tenien els homes de Castellbisbal d'acudir-hi quan fossin cridats.
El cronista oficial de Martorell, Isidre Clopas, ha situat aquest castell en les roques situades al serrat que hi ha damunt Martorell per on s'escola un torrent que ha conservat el nom de Rosanes, mentre que l'altra denominació de Pairet podria provenir del nom d'un dels seus antics propietaris (1326).
El que queda clar, doncs, és l'existència dels dos castells: aquest de Rosanes o del Pairet i el castell de Castellvell de Rosanes o de Sant Jaume, essent sempre el primer feudatari del segon.
El topònim Rodanes (Rosanes) s'aplicà també al cap de la baronia, Castellví de Rosanes i, efímerament durant el segle x, al castell d'Eramprunyà, també al Baix Llobregat.

## Arquitectura
Es conserva parcialment la muralla que resseguia el perfil dels turó. L'aparell constructiu és de pedres inclinades, separades per filades horitzontals de llambordes. En alguns llocs es configuren parts d'«opus spicatum» i en altres, filades de carreus irregulars petits. Hi ha part dels fonaments d'una torre circular. Una mica més al nord, una estança rectangular amb volta apuntada i que té la muralla com a paret a l'oest. Aquesta estança, amb un aparell molt semblant al de la muralla, n'és obra coetània, datable segurament l'any 1032. Al nord, hi ha una cisterna soterrada.